# Lago Buško
O lago Buško (Buško Blato) é um lago artificial (albufeira) da Bósnia e Herzegovina. Está listado como Área Importante para Preservação de Aves. Lago Ramsko
O lago era sobretudo uma área agrícola até 1974, quando foi construída uma barragem.